# Fritz Pferdekämper
Fritz Pferdekämper (* 26. Juni 1876 in Schwerte; † etwa Januar oder Februar 1915 nahe dem Großen Hinggan-Gebirge in China) war ein deutscher Sinologe, Hochschullehrer, Redakteur, Kaufmann und Kriegsfreiwilliger.

## Leben

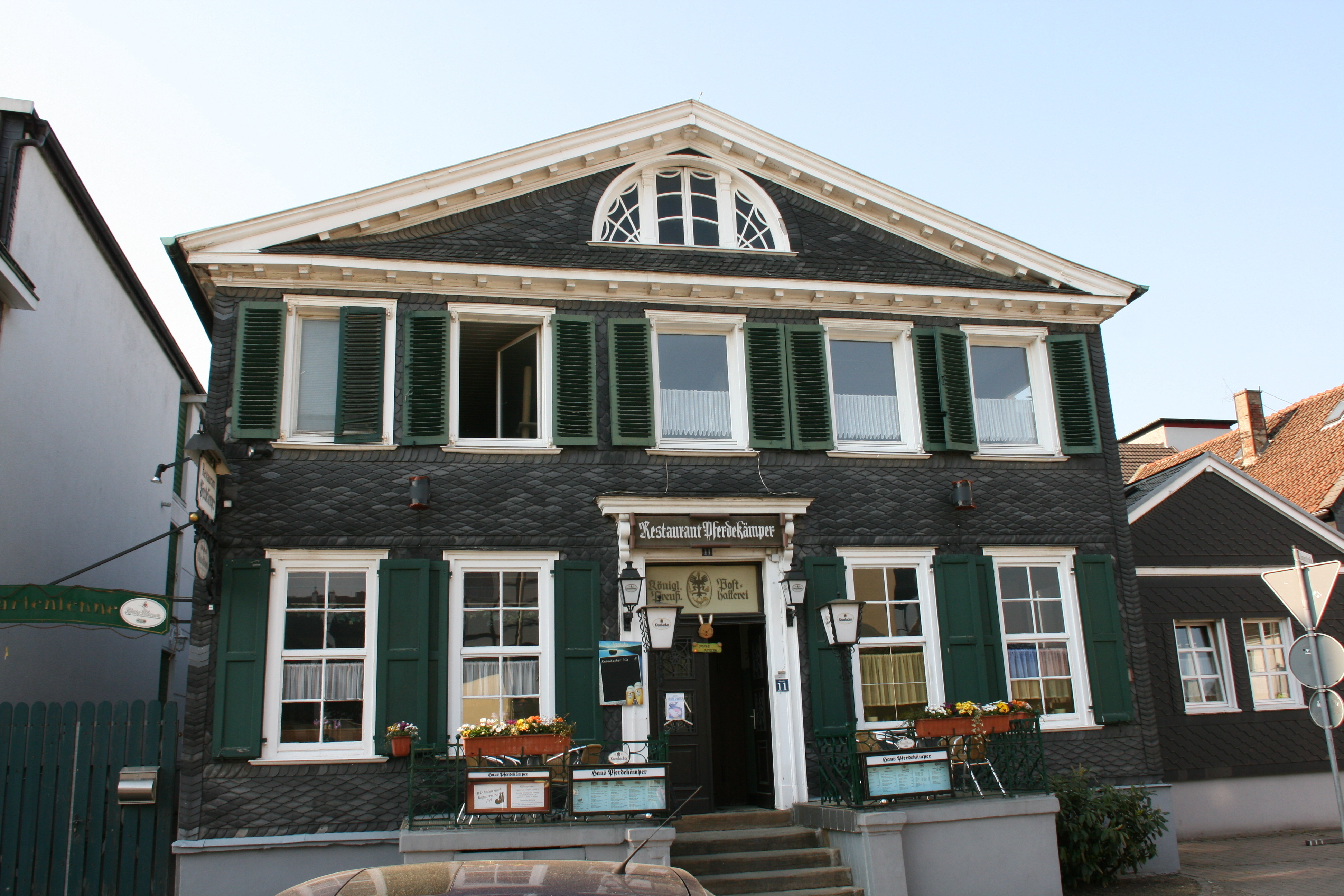
Geburtshaus von Fritz Pferdekämper, heute „Restaurant Haus Pferdekämper“, in der Ostenstraße 11 in Schwerte (Foto von 2011).

Fritz Pferdekämper wurde im Jahr 1876 in Schwerte als Sohn des Unteroffiziers Eduard Pferdekämper aus Schwerte und seiner Ehefrau Amalie Pferdekämper (Geborene Lehnemann) aus Asseln geboren. Er war das älteste Kind von zwölf Geschwistern. Schon in jungen Jahren zeigten sich besondere Begabungen, sowohl in sprachlicher als auch in sportlicher Hinsicht. Die ersten beiden Klassen der Rektoratsschule durfte Pferdekämper überspringen. Als Schüler zog er sich bei einem Sportunfall im Turnunterricht schwere Verletzungen zu, weshalb er ein halbes Jahr in einem Dortmunder Krankenhaus verbrachte und später vom Militärdienst befreit wurde.
Nach seinem Abitur an einem Hagener Gymnasium im Jahr 1895 begann er eine Kaufmannslehre bei dem Unternehmen Watty und Schnass, Export in Hamburg. Schon in dieser Zeit unternahm er ausgedehnte Wanderungen, die ihn durch die Schweiz über Südfrankreich und Norditalien bis nach Österreich-Ungarn führten. Im Jahr 1900 befand sich Pferdekämper in Ägypten, wo er als Dolmetscher arbeitete. Im Jahr 1901 begab er sich abermals auf eine weite Fußreise durch Frankreich und Spanien bis nach Lissabon. 1902 folgten eine Reise durch Belgien und die Niederlande sowie ein Aufenthalt in London.

### Studium in Europa und Professor in China
Pferdekämper brach die kaufmännische Laufbahn ab, um stattdessen in Paris, Florenz und Berlin Sprachwissenschaften zu studieren. Sein besonderes Interesse galt den Kulturen und Sprachen Ostasiens. In Berlin besuchte er das Seminar für Orientalische Sprachen. Im Jahr 1904 folgte er eine Berufung als Hochschullehrer nach Tsinanfu (heute Jinan) und fuhr dazu mit der Transsibirischen Eisenbahn durch Russland nach China. Bis Anfang 1907 war Pferdekämper Professor für Deutsch, Französisch, Geografie, Geschichte und Mathematik an der chinesischen Provinzialhochschule in Tsinanfu. Er gab die Anregung zur ersten deutschen Lehrmittelausstellung in China. In den Urlauben unternahm er Reisen in der chinesischen Provinz Shandong, um Land und Leute kennenzulernen.

### Sportpionier und Redakteur
Nach drei Jahren gab er seine Professur auf und reiste ein halbes Jahr durch Japan, wo er im Juli 1907 den Fuji bestieg. Er vervollständigte seine Kenntnisse der japanischen Sprache und ließ sich in der Kampfkunst Jiu Jitsu sowie Stockkampf unterrichten. Unter anderem besuchte er die Städte Kōbe, Osaka und Tokio. Im September 1907 betrat Pferdekämper nach einer Schiffsreise über Shanghai, Hongkong, Singapur, Port Said und Genua wieder europäischen Boden. Einer seine Schüler aus Tsinanfu, Herr Sing Shou Tsou, begleitete hin und hielt sich bis 1914 in Deutschland auf.
Pferdekämper besuchte wieder als Student die Universität, diesmal in München. In dieser Zeit machte er Münchener Athleten mit Sportarten bekannt, die 1907 in Bayern noch weitgehend unbekannt waren, darunter Schleudern, Speerwurf und Jiu Jitsu. Von Herbst 1908 bis Mai 1909 lernte er in Moskau Russisch und übte sich in russischem Ringen.
Nach kurzem Aufenthalt in Deutschland im Sommer 1909 erreichte er im Oktober desselben Jahres New York und begann eine Reise durch die Vereinigten Staaten von Ost nach West, währenddessen er unterschiedliche Berufe ausübte. In Aberdeen (South Dakota) war er Redakteur der deutschsprachigen Zeitungen Neue Deutsche Presse und Süd-Dakota-Post. Im Jahr 1911 zog er nach San Francisco, wo er ebenfalls für kurze Zeit als Redakteur arbeitete. Sein privater Bekannter Oskar von Truppel, Gouverneur des Pachtgebietes Kiautschou, bestärkte Pferdekämper in der Absicht, abermals in China zu arbeiten.

### Kaufmann und Kriegsteilnehmer in China
Über Honolulu auf Hawaii reiste Pferdekämper nach Shanghai. Nach einer Vertretungsstelle als Redakteur bei der Zeitung Der Ostasiatische Lloyd fand er im Januar 1912 eine Anstellung als Handelsvertreter im China-Geschäft von British American Tobacco. Pferdekämper erhielt die Aufgabe, den Zigarettenverkauf in verschiedenen chinesischen Provinzen anzukurbeln. Zunächst bekam er die Niederlassung in Tsingtau (heute Qingdao) zugewiesen. Die Geschäfte liefen so gut, dass er im September 1913 stellvertretender Direktor von ganz Shandong wurde. Danach übernahm der den Vertrieb in der chinesischen Provinz Shaanxi. Dort wurde er im August 1914 vom Ausbruch des Ersten Weltkrieges überrascht. Pferdekämper reiste quer durch China zum Pachtgebiet Kiautschou und meldete sich als Kriegsfreiwilliger. Er nahm als Unteroffizier der Reserve bei der 6. Kompanie des III. Seebataillons an der Belagerung von Tsingtau teil. Kurz vor der Einnahmen durch britische und japanische Verbände im November 1914 gelang ihm die Flucht aus der belagerten Stadt nach Peking. Dort schloss er sich zum Jahresende 1914 einer deutschen Geheimoperation zur Unterbrechung der Transsibirischen Eisenbahn an, in dessen Verlauf er zu Tode kam.

### Todesumstände: Die Expedition Rabe von Pappenheims
Der deutsche Militärattaché in Peking, Werner Rabe von Pappenheim, erhielt aus Berlin den Auftrag, die Eisenbahnverbindung Russlands mit dem Fernen Osten durch Sprengung von Brücken oder Tunneln in der Mandschurei unpassierbar zu machen. Damit sollte die Verbindung Russlands mit seinen fernöstlichen Landesteilen und China gestört werden, um Nachschublieferungen aus Japan und den Vereinigten Staaten zu unterbrechen. Rabe von Pappenheim bereitete eine Expedition in die Nähe der Stadt Qiqihar vor. Pferdekämper wurde vor allem wegen seiner Kenntnis der chinesischen wie auch mongolischen Dialekte und Sitten ausgewählt. Im Frühjahr 1915 erreichten Rabe von Pappenheim, Pferdekämper und fünf weitere Teilnehmer die Innere Mongolei, wo sie sich von dem Stammesfürsten Babudshab (auch Babu Tschab) Unterstützung erhofften, der im Gegenzug mitgeführte Barren aus Silber erhalten sollte. Die Expedition erreichte den Lagerplatz Babudshabs, der scheinbar zur Unterstützung bereit war. Stattdessen verriet er die Expedition jedoch an die Russen, die ihm zusätzlich zum Silber die Habseligkeiten der Deutschen bis auf die persönlichen Papiere Rabe von Pappenheims versprachen.
Die spärlichen Informationen und abenteuerlichen Umstände der Expedition gaben nachfolgend Anlass zu diversen Falschmeldungen, Spekulationen und Halbwahrheiten. Licht ins Dunkel der Todesumstände brachte erst der Bericht eines ehemaligen Mitgliedes des russischen Konsulats aus Hailar im Jahr 1935. Demnach wurden sämtliche Expeditionsteilnehmer auf dem Weitermarsch von der vermeintlichen Bedeckung Babudshabs getötet und ihre Leichen verbrannt.

## Ehrung und Erinnerung
Auf Betreiben der Ehefrau Rabe von Pappenheims wurde in den 1930er Jahren ein Gedenkstein im Garten der deutschen Botschaft in Peking errichtet. Unter den eingravierten Namen der gefallenen Freiwilligen stand auch jener Pferdekämpers. In der Stadtchronik von Schwerte ist Pferdekämper namentlich genannt. Sein Nachlass wird im Bundesarchiv verwahrt.